# Orbite de halo presque rectiligne

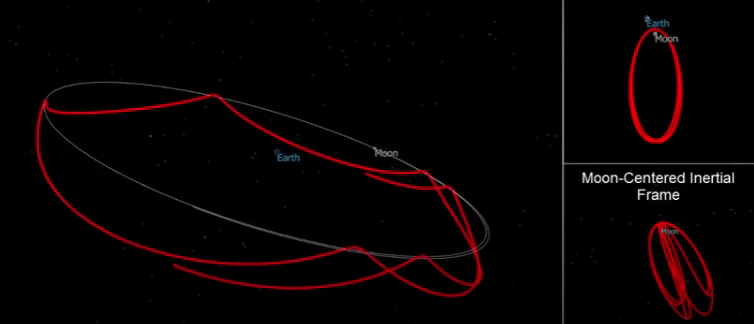
Orbite de halo presque rectiligne (NRHO) dans l'espace cislunaire. Illustré par aisolutions

Une orbite de halo presque rectiligne (NRHO, en anglais : Near-rectilinear halo orbit) est un type d'orbite de halo. Une utilisation d'une telle orbite est prévue dans l'espace cislunaire mais, au début de 2021, elle n'a été utilisée par aucun engin spatial. Cette orbite sera centrée sur la Lune et servira pour de futures missions lunaires. Cependant, une NRHO n'a pas besoin d'être utilisée pour un trajet Terre-Lune, et l'orbite pourrait être utilisée dans d'autres contextes autour d'autres corps célestes dans le système solaire et au-delà.
Les orbites NRHO sont une solution théorique au problème classique à trois corps en mécanique céleste.

## Utilisation prévue de la NRHO
En 2018, la NASA a commencé à envisager l'utilisation d'une orbite halo presque rectiligne pour une future mission lunaire,, et en 2020, un NRHO est l'orbite prévue pour la Lunar Gateway de la NASA.  Cette orbite passerelle est prévue pour être une NRHO hautement elliptique de sept jours autour de la Lune. Elle amènerait la petite station spatiale entre 3 000 km au plus près de la Lune (au dessus du pôle nord) et jusqu'à 70 000 km au plus loin (au-dessus du pôle sud),.
En 2019, la société Advanced Space construisait un CubeSat de 12 unités pour effectuer une mission qui préfigure la mission Lunar Gateway de la NASA. Baptisé CAPSTONE (Cislunar Autonomous Positioning System Technology Operations and Navigation Experiment), le satellite devrait être le premier engin à transiter sur une orbite lunaire NRHO à partir du 13 Novembre 2022 après son lancement le 28 Juin 2022. L'objectif de la mission est de tester et de vérifier la stabilité orbitale calculée prévue pour la future station spatiale Lunar Gateway, et le satellite volera avec les mêmes paramètres orbitaux que ceux prévus pour Lunar Gateway. Il testera également un système de navigation qui mesurera la position de l'engin spatial par rapport à la sonde Lunar Reconnaissance Orbiter (LRO) de la NASA, sans dépendre de stations au sol.
En 2021, Rocket Lab est sous contrat avec la NASA pour lancer avec son lanceur léger Electron CAPSTONE vers la Lune. 
La mission Capstone de la NASA a permis en 2023 à un Cubesat de rester six mois en orbite lunaire NHRO malgré quelques problèmes d'attitude du satellite.